# Mistrovství Evropy v boxu 2002
XXXIV. mistrovství Evropy v boxu proběhlo v Permu, Rusko ve dnech 12. až 21. července 2002. Organizátorem turnaje mistrovství Evropy byla European Amateur Boxing Association (EABA).

## Česká stopa
Šéftrenér reprezentace: Svatopluk Žáček
Na mistrovství Evropy startovalo za Česko 5 boxerů:
- −60 kg: Araik Šachbazjan (* 1972) z SKP Sever Ústí nad Labem
- −63,5 kg: Martin Halaš (* 1980) z SKP Sever Ústí nad Labem
- −71 kg: Michal Bilak (* 1980) z BC OSA Praha
- −75 kg: Ladislav Kutil (* 1976) z BC OSA Praha
- −81 kg: Rudolf Kraj (* 1977) z BC Mělník/Gaži Brno (liga)

## Výsledky
| Muži     | Zlato                     | Stříbro                      | Bronz                                     | Bronz                       |
| -------- | ------------------------- | ---------------------------- | ----------------------------------------- | --------------------------- |
| –48 kg   | Sergej Kazakov (RUS)      | Veaceslav Gojan (MDA)        | Rudolf Dydi (SVK)                         | Sorin Tănasie (ROU)         |
| –51 kg   | Georgij Balakšin (RUS)    | Aleksandar Aleksandrov (BUL) | Jérôme Thomas (FRA)                       | Igor Samoilenco (MDA)       |
| –54 kg   | Chavadž Chacygov (BLR)    | Gennadij Kovaljov (RUS)      | Waldemar Cucereanu (ROU)                  | Ali Hallab (FRA)            |
| –57 kg   | Raimkul Malachbekov (RUS) | Šahin Imranov (AZE)          | Viorel Simion (ROU)                       | Konstantine Kupatadze (GEO) |
| –60 kg   | Alexandr Maletin (RUS)    | Boris Georgiev (BUL)         | Harun Sipahi (GER) Michele Di Rocco (ITA) | Selçuk Aydın (TUR)          |
| –63,5 kg | Dimitar Štiljanov (BUL)   | Willy Blain (FRA)            | Dmitrij Pavljučenko (RUS)                 | Brunet Zamora (ITA)         |
| –67 kg   | Timur Gajdalov (RUS)      | Oleksandr Bokalo (UKR)       | Dorel Simion (ROU)                        | Sebastian Zbik (GER)        |
| –71 kg   | Andrej Mišin (RUS)        | Lukas Wilaschek (GER)        | Ion Gaivan (MDA)                          | Marian Simion (ROU)         |
| –75 kg   | Oleh Maškin (UKR)         | Károly Balzsay (HUN)         | Jani Rauhala (FIN)                        | Mamadou Diambang (FRA)      |
| –81 kg   | Michail Gala (RUS)        | John Dovi (FRA)              | Viktor Perun (UKR)                        | István Szucs (HUN)          |
| –91 kg   | Jevgenij Makarenko (RUS)  | Vjačeslav Uželkov (UKR)      | Marat Tovmasjan (ARM)                     | Viktor Zujev (BLR)          |
| +91 kg   | Alexandr Povetkin (RUS)   | Roberto Cammarelle (ITA)     | Sebastian Köber (GER)                     | Artem Carikov (UKR)         |

## Medailová bilance
V boxu se rozdělilo celkem 12 sad medailí.
| Pořadí | Stát              |       | Muži    | Muži  | Muži | Celkem |
| Pořadí | Stát              | Zlato | Stříbro | Bronz |      | Celkem |
| ------ | ----------------- | ----- | ------- | ----- | ---- | ------ |
| 1.     | Rusko (RUS)       |       | 9       | 1     | 1    | 11     |
| 2.     | Ukrajina (UKR)    |       | 1       | 2     | 2    | 5      |
| 3.     | Bulharsko (BUL)   |       | 1       | 2     | 1    | 4      |
| 4.     | Bělorusko (BLR)   |       | 1       | 1     | 1    | 3      |
| 5.     | Francie (FRA)     |       | 0       | 1     | 3    | 4      |
| 6.     | Moldavsko (MDA)   |       | 0       | 1     | 2    | 3      |
| 6.     | Německo (GER)     |       | 0       | 1     | 2    | 3      |
| 6.     | Itálie (ITA)      |       | 0       | 1     | 2    | 3      |
| 9.     | Maďarsko (HUN)    |       | 0       | 1     | 1    | 2      |
| 10.    | Ázerbájdžán (AZE) |       | 0       | 1     | 0    | 1      |
| 11.    | Rumunsko (ROU)    |       | 0       | 0     | 5    | 5      |
| 12.    | Slovensko (SVK)   |       | 0       | 0     | 1    | 1      |
| 12.    | Turecko (TUR)     |       | 0       | 0     | 1    | 1      |
| 12.    | Gruzie (GEO)      |       | 0       | 0     | 1    | 1      |
| 12.    | Finsko (FIN)      |       | 0       | 0     | 1    | 1      |
| Celkem | Celkem            |       | 12      | 12    | 24   | 48     |